# Teleboas (Kentaur)

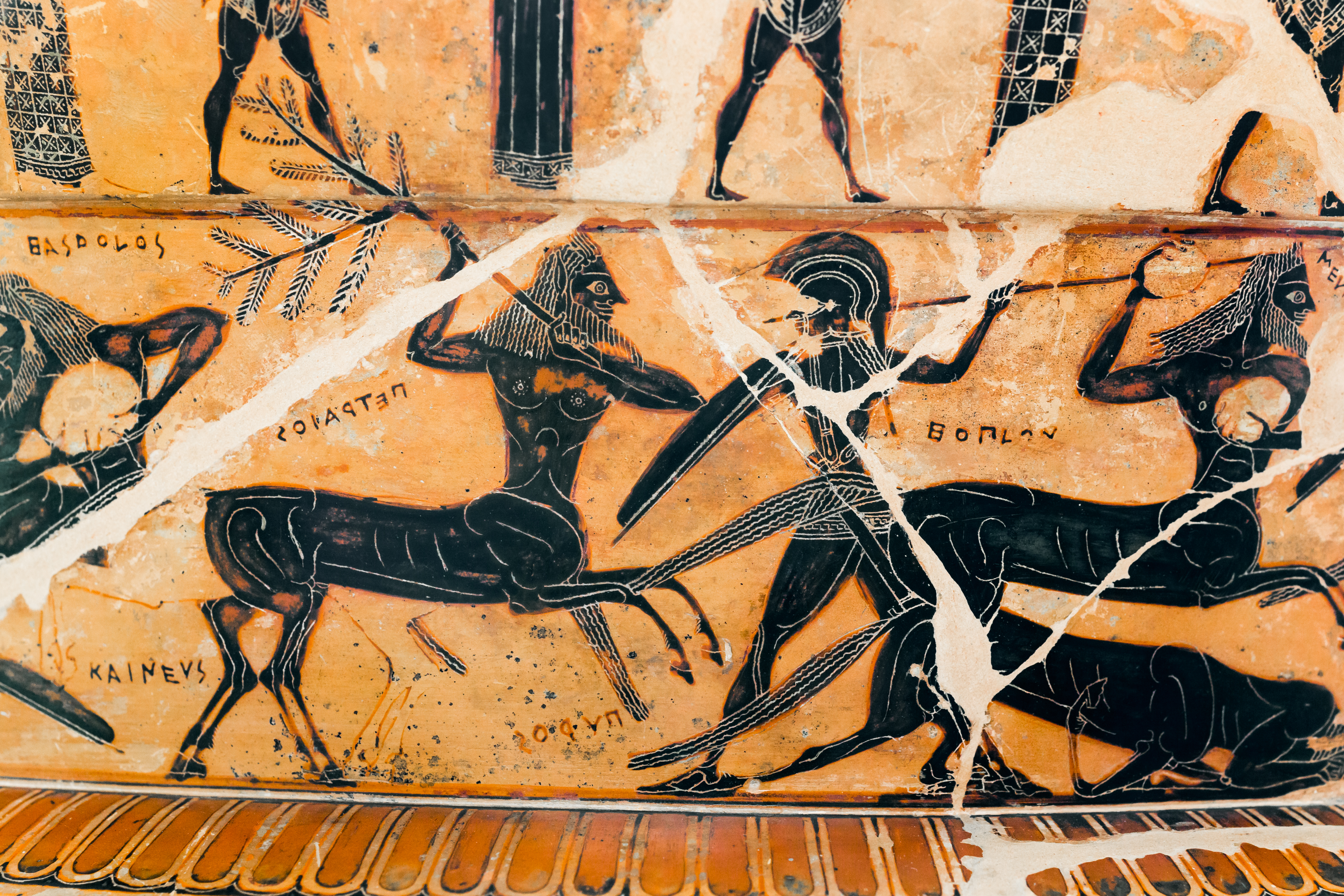
Françoisvase, 6. Jh. v. Chr., Kentaur im Kampf mit Astgabel.

Teleboas ist ein Kentaur der griechischen Mythologie. In der Kentauromachie auf der Hochzeit des Peirithoos verletzt er den Argonauten Nestor, der ihn mit dem Schwert niederstreckt und sich später vor Achill seiner Wunde rühmt. Einzige Quelle ist das zwölfte Buch der ovidschen Metamorphosen.

## Name
Teleboas ist das substantivierte Adjektiv vom griechischen τηλεβόας, tēlebóas, „fernhin oder weit in die Ferne schreiend,“ somit der Fern- oder Weitbrüllende. Er ist damit auch einer, den man schon von weitem hört.
Von seiner Bedeutung her gehört er zu den alten naturnahen Kentaurennamen, die „das lärmende und geräuschvolle Treiben der Kentauren ausdrücken, welche Vorstellung sich ... leicht aus der ursprünglichen Anschauung tosender, brausender Bergströme erklärt.“
Er ist der Singular des Volksstamms der Teleboer, die über einen anderen Teleboas ihre Abstammung auf Poseidon zurückführen, ein weiterer Hinweis auf die Wassernatur des Namens. „Centauren mit diesem Namen sind sonst nicht bekannt und wahrscheinlich eine Erfindung Ovids.“

## Mythos
Nestor erzählt vor Troja – Achill hatte ihn dazu aufgefordert – die Kentauromachie, war er doch selbst dabei, kämpfte mit und wurde von Teleboas verletzt. Er will Achill beeindrucken, spricht ihn direkt an und zeigt ihm die Narbe seiner Verletzung:
Ovid, Metamorphosen 12, 441–444:

... Chthónius quóque Teléboásque

énse iacént nostró: ramúm prior ílle bifúrcum

gésserat, híc iaculúm; iaculó mihi vúlnera fécit:

sígna vidés! adpáret adhúc vetus índe cicátrix.
Eigenübersetzung in Prosa:

... Chthonius auch und Teleboas lagen tot am Boden durch mein Schwert, jener erste (Chthonius) hatte eine Astgabel geführt, dieser (Telboas) einen Wurfspieß; mit dem Spieß hatte er (Teleboas) mich verwundet: siehst du (Achill) das Wundmal! Bis heute zeigt sich von der Verletzung die alte Narbe.
Übersetzung Suchier im Versmaß:

... mit Teléboas aúch ist erlégen

Chthónios únserem Stáhl. Der trúg zweizáckigen Prǘgel;

jénen bewéhrt' ein Spíeß. Ich wár von dem Spíeße verwúndet:

Schaúe (Achill) das Mál; noch zeígt sich davón die verwáchsene Nárbe.
Übersetzung Voß im Versmaß:

... auch Chthónios nún und Teléboas stǘrzen

únserer Klíng': es trúg die gedóppelte Gáffel des Ástes

Chthónios, díeser den Spíeß; mit dem Wúrfspieß schlúg er mir Wúnden

Schaúe (Achill) das Mál; hier zeíget sich nóch die verwáchsene Nárbe.!
Teleboas stirbt durch -que/und eng mit Chthonios verbunden, als wenn Nestor beide mit einem Schwerthieb niedergestreckte. Teleboas kämpft mit einem Wurfspieß (iaculum), das ist für Kentauren unüblich, kämpfen sie doch sonst mit „primitiven“ Waffen, mit Bäumen, Felsbrocken oder Ästen, so wie Chthonios (siehe Bild). Ovid verrät nicht, wo Nestor verwundet wurde, es muss eine Wunde gewesen sein, denn es gibt nur eine Narbe (cicatrix). Vulnera (Wunden), signa (Wundmale) sind steigernde poetische Pluralia, die die Verletzung betonen, Voß ahmt es in seiner Übersetzung nach (Wunden).

## Quelle
- Ovid: Metamorphosen 12, 441–444, Wikisource.